# パークチョン駅
パークチョン駅（パークチョンえき、タイ語:สถานีรถไฟปากช่อง）は、タイ王国東北部ナコーンラーチャシーマー県パークチョン郡にある、タイ国有鉄道東北線の駅である。

## 概要
パークチョン駅は、世界遺産に登録されているドンパヤーイェン-カオヤイ森林地帯の最寄駅であり、タイ王国東北部ナコーンラーチャシーマー県の人口19万人が暮らすパークチョン郡にある。町の中心部に位置する為、利便性が良い。駅の正面側（東側）が、市街地である。コラート台地の西端部の高原地帯に位置し、近隣のカオヤイ国立公園付近や、ラムターコン湖周辺が避暑地として開発されていることから、バンコク首都圏からの避暑観光客の利用も多い。
クルンテープ駅（バンコク）から179.93 km 地点に位置し、特急列車利用で3時間15分程度である。一等駅であり1日に28本（14往復）の列車が発着しその内訳は、特急1往復、急行6往復、快速5往復、普通2往復であり特急列車を含む全列車が停車する。又当駅近辺にセメント工場があり、これを輸送する為の貨物列車も頻繁に往来している。

## 歴史
タイ最初の官営鉄道であるクルンテープ駅-アユタヤ駅間が1897年3月26日に開業した。その後ナコンラチャシーマに向け路線を延長し、1899年5月25日に当駅が開業した。開業後1年半程は終着駅であったが、1900年12月21日にナコンラチャシーマ駅まで延伸開業された事により中間駅となった。
- 1897年3月26日 【開業】クルンテープ駅 - アユタヤ駅 (71.08 km)
- 1897年5月1日 【開業】アユタヤ駅 - ケンコーイ駅 (54.02 km)
- 1898年3月3日 【開業】ケンコーイ駅 - ムワックレック駅 (27.20 km)
- 1899年5月25日 【開業】ムワックレック駅 - パークチョン駅 (27.63 km)
- 1900年12月21日 【開業】パークチョン駅 - ナコンラチャシーマ駅 (83.72 km)

## 駅構造

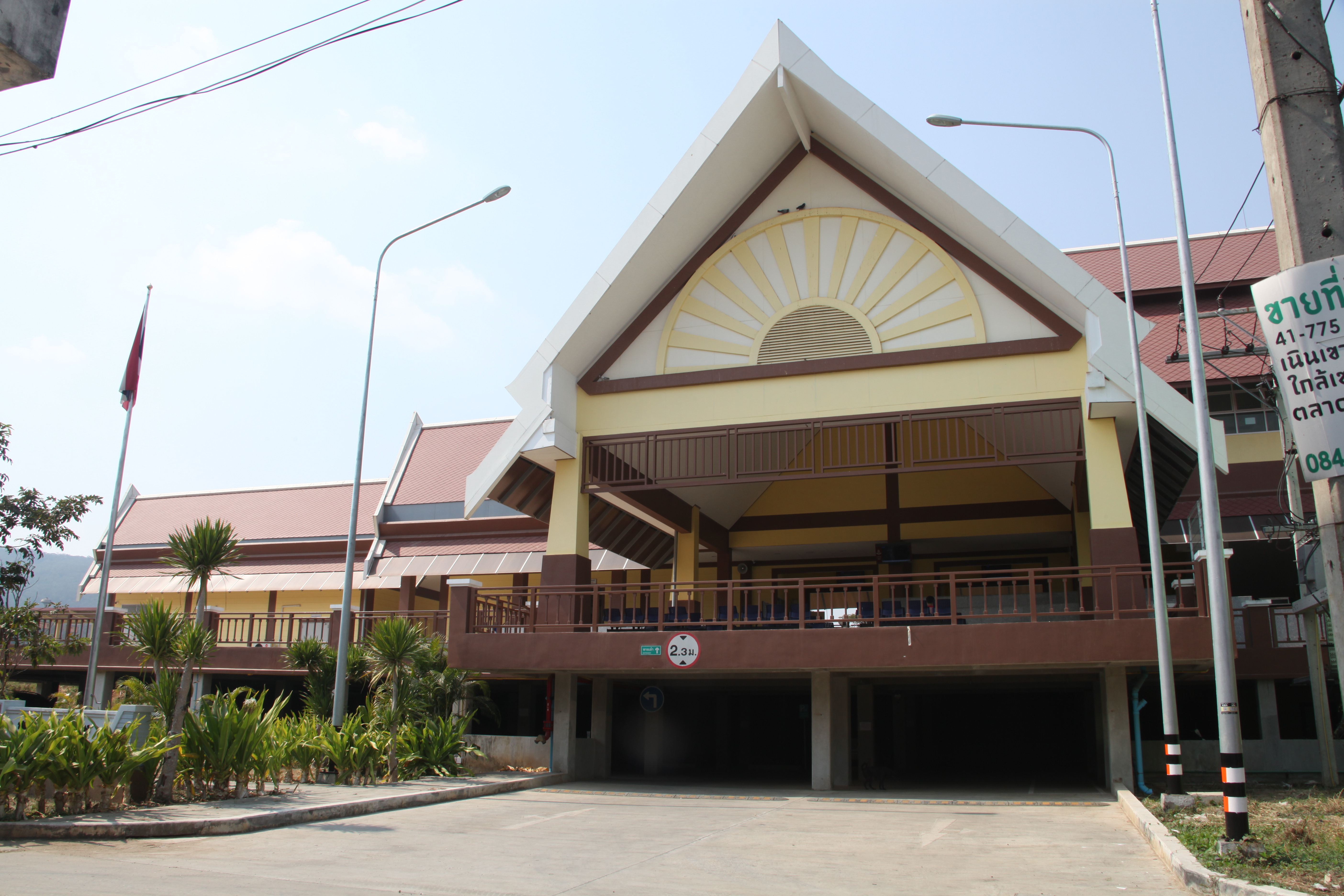
待合室（正面側）

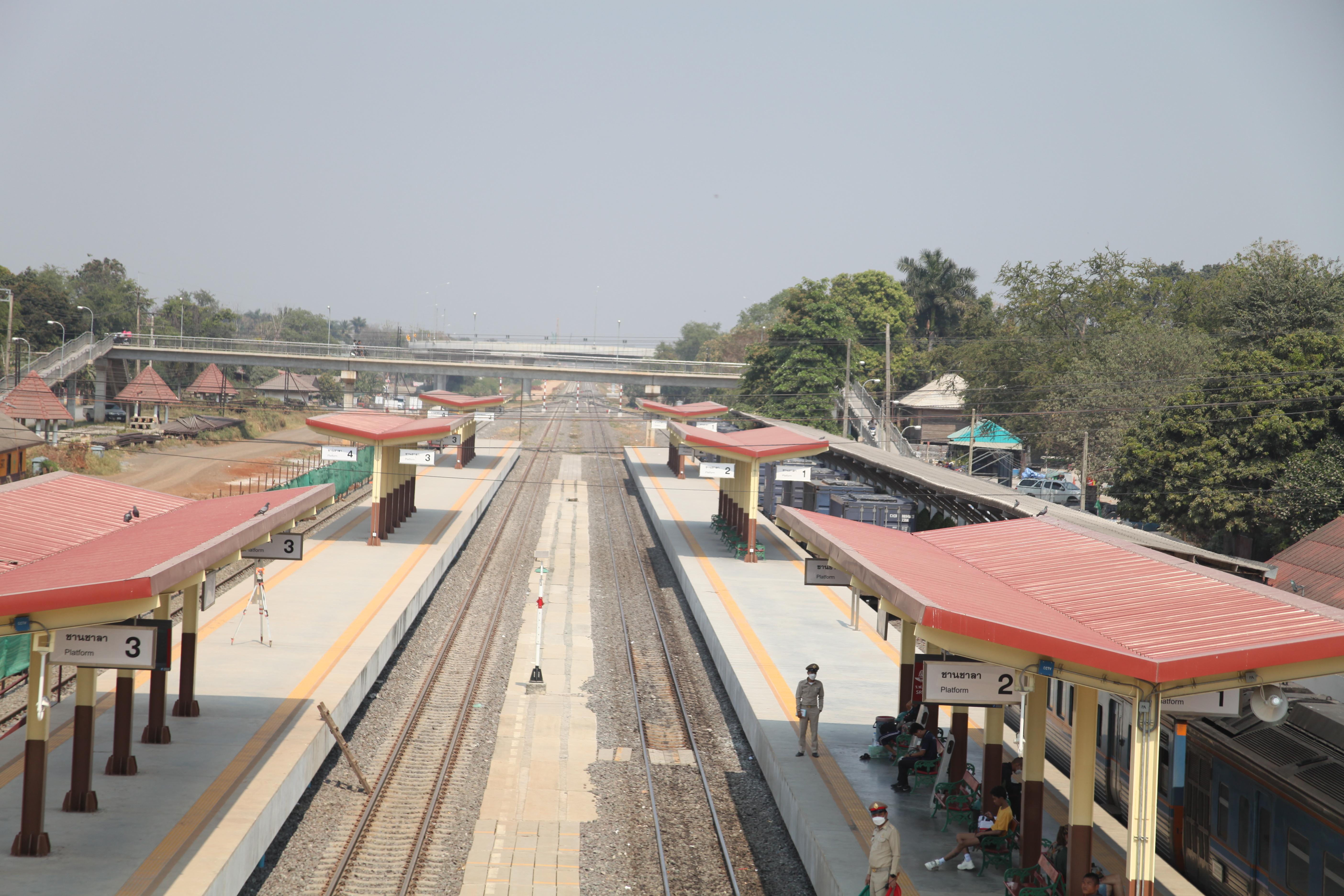
跨線橋から見た各ホーム

島式ホーム2面2線をもつ地上駅である。東北本線改良工事に合わせホームが高床化され、またバンコク寄りには待合室が増設された。待合室とホームは跨線橋で結ばれている。

## 駅周辺
国道2号線まで200 m程であり、国道沿いにバスターミナル、ショッピングセンター等がある。
- パークチョンバスターミナル(400 m)